# Natamycine
Pour les articles homonymes, voir E235.
La natamycine ou pimaricine ou E235 est un fongicide antibiotique naturel produit par la bactérie Streptomyces natalensis (actinobactéria du genre streptomyces). Elle est fabriquée industriellement comme produit pharmaceutique et comme additif alimentaire.

C’est un macrolide polyène utilisé comme médicament notamment contre les kératites, et spécialement les infections de la cornée dues à des Aspergillus ou  Fusarium.

## Usages

### Alimentation
C’est un additif (agent conservateur) dont le numéro de code est E235, autorisé dans certains produits alimentaires pour inhiber la croissance fongique sur certains fromages ou d’autres produits.

Il peut être appliqué sous forme de spray liquide (aérosol) ou sous forme de poudre sur des fromages entiers ou découpés ou sur la cire qui recouvre certains fromages.

### Médecine
La natamycine est utilisée pour soigner les infections fongiques dont  Candida, Aspergillus, Cephalosporium, Fusarium (fusariose) et  Penicillium, sous forme de crème, collyre pour les yeux ou comprimés (infections orales).

Administrée sous ses formes externes, la natamycine semble peu pénétrer l’organisme.

Sous forme orale, une partie est absorbée dans le tractus gastro-intestinal, ce qui en fait un médicament propre à soigner les infections généralisées (systémiques).

## Toxicologie
La natamycine ne semble pas avoir de toxicité aiguë. Chez l'homme, une dose de 500 mg·kg-1·j-1 répétée sur plusieurs jours a toutefois provoqué des nausées, vomissements et diarrhées.
Les études de laboratoire sur animal indiquent une  DL50 de 450 mg·kg-1. Chez le rat, la DL50 est  ≥ 2 300 mg·kg-1, et des doses de  500 mg·kg-1·j-1 durant deux jours ne montrent pas de différence détectable dans le taux de survie des animaux ni d’incidence tumorale.

Les métabolites de la natamycine ne semblent pas présenter de toxicité.
Impact sur la flore intestinale : il ne semble pas exister de preuve que la natamycine, soit à taux pharmacologiques élevés, soit aux taux rencontrés lorsqu’elle est utilisée en tant qu'additif alimentaire, puisse nuire à la flore intestinale normale, mais les données sur les effets d’une exposition à long terme sur le risque d’apparition de souches fongiques résistantes ne semblent pas disponibles.